# 1932年夏季奧林匹克運動會摔跤比賽
1932年夏季奥林匹克运动会摔跤比赛于1932年8月1日至7日在大奥林匹克礼堂举办。比赛共分为14个男子小项，古典式和自由式各7个。

## 奖牌榜
| 排名                      | 国家 / 地区               | 金牌 | 銀牌 | 銅牌 | 总计 |
| ------------------------- | ------------------------- | ---- | ---- | ---- | ---- |
| 1                         | 瑞典（SWE）               | 6    | 1    | 3    | 10   |
| 2                         | 美国（USA）               | 3    | 2    | 0    | 5    |
| 3                         | 芬兰（FIN）               | 2    | 3    | 3    | 8    |
| 4                         | 德国（GER）               | 1    | 2    | 1    | 4    |
| 5                         | 意大利（ITA）             | 1    | 1    | 2    | 4    |
| 6                         | 法国（FRA）               | 1    | 0    | 1    | 2    |
| 7                         | 匈牙利（HUN）             | 0    | 2    | 1    | 3    |
| 8                         | 加拿大（CAN）             | 0    | 1    | 0    | 1    |
| 8                         | 丹麦（DEN）               | 0    | 1    | 0    | 1    |
| 8                         | 捷克斯洛伐克（TCH）       | 0    | 1    | 0    | 1    |
| 11                        | 奥地利（AUT）             | 0    | 0    | 2    | 2    |
| 12                        | （AUS）                   | 0    | 0    | 1    | 1    |
| 总计（共12个国家 / 地区） | 总计（共12个国家 / 地区） | 14   | 14   | 14   | 42   |

## 奖牌得主

### 古典式
| 项目     | 金牌                            | 银牌                                | 铜牌                              |
| 雏量级   | 雅各布·布伦德尔 · 德国（GER）   | 马尔切洛·尼佐拉 · 意大利（ITA）     | 路易·弗朗索瓦 · 法国（FRA）       |
| 次轻量级 | 乔瓦尼·戈齐 · 意大利（ITA）     | 沃尔夫冈·埃尔 · 德国（GER）         | 劳里·科斯凯拉 · 芬兰（FIN）       |
| 轻量级   | 埃里克·马尔姆贝里 · 瑞典（SWE） | Abraham Kurland · 丹麦（DEN）       | 爱德华·施佩林 · 德国（GER）       |
| 次中量级 | 伊瓦尔·约翰松 · 瑞典（SWE）     | 韦伊内·卡扬德 · 芬兰（FIN）         | 埃尔科莱·加莱加蒂 · 意大利（ITA） |
| 中量级   | 韦伊内·科基宁 · 芬兰（FIN）     | Jean Földeák · 德国（GER）          | 阿克塞尔·卡迪埃尔 · 瑞典（SWE）   |
| 次重量级 | 鲁道夫·斯文松 · 瑞典（SWE）     | 翁尼·佩利宁 · 芬兰（FIN）           | 马里奥·格鲁皮奥尼 · 意大利（ITA） |
| 重量级   | 卡尔·韦斯特格伦 · 瑞典（SWE）   | 约瑟夫·乌尔班 · 捷克斯洛伐克（TCH） | 尼古劳斯·希施尔 · 奥地利（AUT）   |

### 自由式
| 项目     | 金牌                                | 银牌                            | 铜牌                            |
| 雏量级   | 罗伯特·皮尔斯 · 美国（USA）         | 宗博里·厄登 · 匈牙利（HUN）     | 阿托斯·亚斯卡里 · 芬兰（FIN）   |
| 次轻量级 | 赫尔曼尼·皮赫拉亚迈基 · 芬兰（FIN） | Edgar Nemir · 美国（USA）       | 埃纳尔·卡尔松 · 瑞典（SWE）     |
| 轻量级   | 夏尔·帕科姆 · 法国（FRA）           | 卡尔帕蒂·卡罗伊 · 匈牙利（HUN） | 古斯塔夫·克拉伦 · 瑞典（SWE）   |
| 次中量级 | Jack van Bebber · 美国（USA）       | 丹尼尔·麦克唐纳 · 加拿大（CAN） | 埃诺·莱伊诺 · 芬兰（FIN）       |
| 中量级   | 伊瓦尔·约翰松 · 瑞典（SWE）         | 屈厄斯蒂·卢科 · 芬兰（FIN）     | 图纽吉·约瑟夫 · 匈牙利（HUN）   |
| 次重量级 | Peter Mehringer · 美国（USA）       | 图勒·舍斯泰特 · 瑞典（SWE）     | 埃迪·斯卡夫 · （AUS）           |
| 重量级   | 约翰·里克特霍夫 · 瑞典（SWE）       | 杰克·赖利 · 美国（USA）         | 尼古劳斯·希施尔 · 奥地利（AUT） |

## 参赛国家和地区
本赛共有来自18个国家和地区的79名运动员参加：
| - （1） - 奥地利（1） - 加拿大（6） - 捷克斯洛伐克（2） - 丹麦（3） - 爱沙尼亚（1） - 芬兰（10） - 法国（5） - 德国（5） | - 英国（2） - 希腊（2） - 匈牙利（5） - 意大利（6） - 日本（7） - 墨西哥（2） - 挪威（1） - 瑞典（13） - 美国（7） |